# Sur les ailes du chant
Sur les ailes du chant (titre original : On Wings of Song) est un roman de Thomas M. Disch publié en 1979.
Cet ouvrage a été nommé pour le prix Hugo du meilleur roman et a été récompensé par le prix John-Wood-Campbell Memorial en 1980.

## Résumé
Dans un proche avenir, les États fermiers américains tels que l'Iowa, où vit le jeune Daniel Weinreb, ont évolué vers une forme de totalitarisme et de puritanisme réprimant toute forme de créativité. La seule échappatoire dans ce monde étouffant, est le vol, technique particulière qui permet grâce au chant de s'évader de son corps en une sorte de voyage astral. Peu de gens parviennent à acquérir cette technique qui est également très dangereuse car il arrive que l'on ne revienne jamais de son voyage. En dépit du risque, Daniel Weinreb, qui vient d'être expédié dans un camp de concentration pour avoir vendu le journal d'un État voisin, ne rêve que de parvenir enfin à s'envoler.

Par un heureux retournement du sort, Daniel Weinreb épouse à sa sortie de prison, Bodicée, la fille du plus riche homme de l'Iowa. Mais le rêve se brise dès la nuit de noces lorsque Bodicée, qui a appris à voler ne revient pas de son voyage. Exilé à New York en pleine récession économique, Daniel Weinreb vit alors d'expédients dans le milieu de l'opéra et des castrats et finit par devenir le mignon d'un maître de bel canto avant de trouver enfin sa voie. 

## Éditions
- On Wings of Song, Victor Gollancz Ltd, 1979, 315 p.  (ISBN 0-575-02547-6)
- Sur les ailes du chant, Denoël, coll. « Présence du futur » no 290, 1980, trad. Jean Bonnefoy, 380 p.
- Sur les ailes du chant, Gallimard, coll. « Folio SF » no 50, mars 2001, trad. Jean Bonnefoy, 450 p.

## Voir également
Sur le thème de l'homosexualité en SF :
- La Main gauche de la nuit (1969), Ursula K. Le Guin